# Herstel van de bisschoppelijke hiërarchie in Nederland

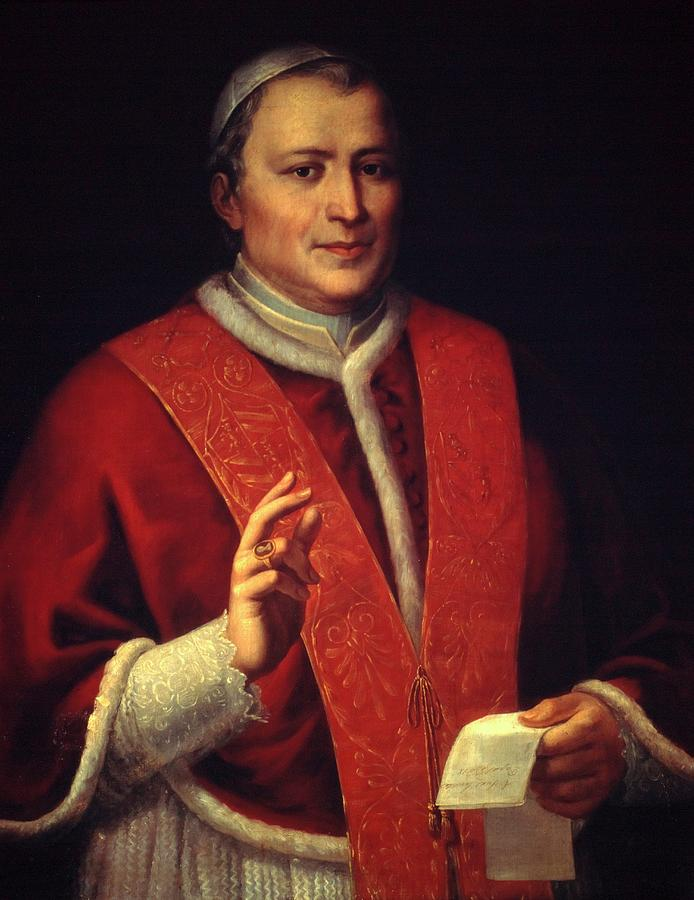
Paus Pius IX herstelde de hiërarchie

Tot het herstel van de bisschoppelijke hiërarchie in Nederland werd in 1853 besloten in de pauselijke bul Ex Qua Die van paus Pius IX (4 maart 1853), omdat het concordaat van 1827 tussen koning Willem I en paus Leo XII nooit uitvoering had gekregen en de Grondwetsherziening van 1848 zich er niet tegen verzette. Met dit herstel wordt feitelijk bedoeld het opnieuw oprichten van een Nederlandse rooms-katholieke kerkprovincie. Het herstel van de bisschoppelijke hiërarchie leidde in 1853 tot het protest van de Aprilbeweging. De reactie van koning Willem III en het aftreden van het kabinet-Thorbecke I in hetzelfde jaar bevestigden de nieuwe rollen van kabinet en koning na de Grondwetsherziening van 1848.

## Voorgeschiedenis
Koning Filips II van Spanje voerde als heer der Nederlanden in 1559 een herindeling van de bisdommen in de Nederlanden door. De noordelijke gewesten vielen onder de Utrechtse kerkprovincie, de zuidelijke onder de Mechelse kerkprovincie. Utrecht werd een aartsbisdom, met daarvan afhankelijk de suffragane bisdommen Haarlem (midden- en Noord-Holland), Middelburg (Zeeland), Deventer (Gelderland en Overijssel), Groningen (Groningen) en Leeuwarden (Friesland). 's-Hertogenbosch en Roermond werden bisschopszetels onder het aartsbisdom Mechelen.
De eerste nieuwe aartsbisschop van Utrecht, Frederik Schenck van Toutenburg, was meteen ook de laatste. De uitgebroken Nederlandse opstand tegen Spanje had namelijk grote gevolgen voor het katholicisme in de rebellerende noordelijke Nederlanden die bekend werden als de Nederlandse Republiek. Nadat het Spaanse gezag verdreven was uit de Noordelijke Nederlanden werd met name het protestantse calvinisme als staatskerk bevoordeeld en het katholicisme uiteindelijk zware beperkingen opgelegd. In 1592 verklaarde Rome de Utrechtse kerkprovincie tot 'missiegebied' omdat, althans naar mening van de katholieke kerk, de bevolking weer tot het 'heidendom' teruggevallen was. Dit was de zogenaamde Hollandse Zending, die onder leiding kwam te staan van een apostolisch vicaris. Ook ‘s Hertogenbosch werd later een apostolisch vicariaat toen er na de Vrede van Münster in 1648 geen normaal bisschoppelijk bestuur meer mogelijk was. Katholieken werden, na aanvankelijke vervolgingen, uiteindelijk wel getolereerd, vooral in de grotere steden, als men maar niet openlijk met zijn/haar katholicisme te koop liep. In veel steden kwamen katholieken samen voor de mis in zogenaamde schuilkerken die aan de buitenkant niet herkenbaar waren als kerk.

## Aanloop naar het herstel
De officiële positie van de Rooms-Katholieke Kerk in Nederland verbeterde toen de Bataafse Republiek in 1796 de scheiding van Kerk en staat afkondigde. De verschillende kerken kwamen opnieuw op gelijke voet. Een deel van de katholieke kerkgebouwen die in de 16e eeuw in handen waren gekomen van de protestanten, werd teruggegeven. De katholieke gemeenschap begon zich opnieuw te organiseren, kranten, tijdschriften en scholen werden opgericht. Wel bleef de controle van de staat belangrijk: geestelijken mochten in het openbaar geen ambtskleding dragen en ook het luiden van klokken was verboden.
Met het Concordaat van 15 juli 1801 losten Napoleon Bonaparte en paus Pius VII een aantal hangende problemen tussen kerk en staat op. Er werd een aantal nieuwe apostolische vicariaten opgericht, waarmee men een toekomstig herstel van de bisdommen zou kunnen voorbereiden. Het bisdom Antwerpen werd afgeschaft en het westen van Noord-Brabant dat daar deel van uitmaakte werd nu het apostolisch vicariaat Breda. Ook het bisdom Roermond werd afgeschaft en verdeeld over de bisdommen Luik en Aken. De laatste bisschop van Roermond mgr. J.B. van Velde de Melroy werd in 1801 benoemd tot apostolisch vicaris van het nieuwe vicariaat Grave–Nijmegen. Ook Ravenstein-Megen behoorde niet langer tot het bisdom Luik, maar werd een apostolisch vicariaat.
In het koninkrijk Holland werd het Ministerie van Zaken der Rooms-Katholieke Eredienst opgericht. De koning kreeg bepaalde rechten om in te grijpen in de organisatie van de kerken. In 1812 - Nederland maakte toen deel uit van Frankrijk - werden de zogenaamde “uitstervingsbesluiten” van kracht. Dit betekende dat kloosters geen nieuwe leden mochten aannemen, waardoor men op termijn het verdwijnen van de kloosterordes op het oog had.

## De eerste bisschoppen

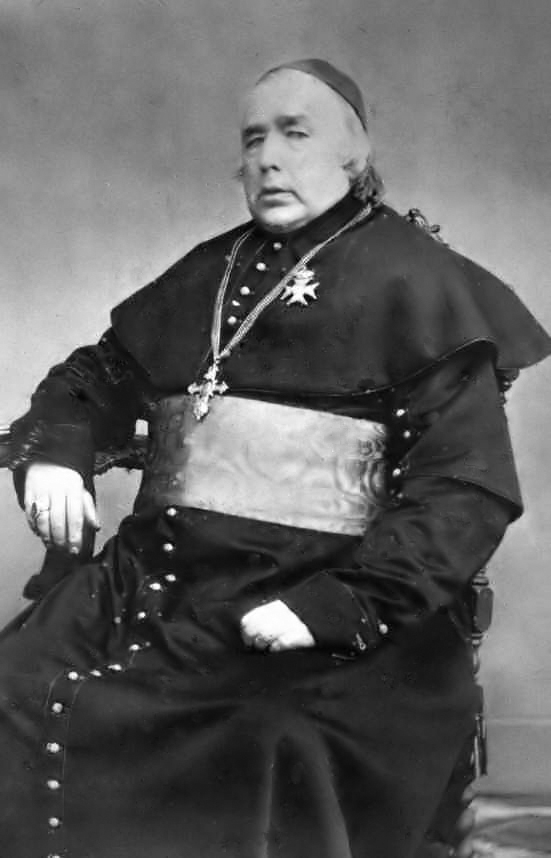
Joannes Zwijsen, eerste aartsbisschop van Utrecht, na het herstel van de hiërarchie

Over het herstel van de bisdommen in Nederland bereikte het Verenigd Koninkrijk der Nederlanden in 1827 een overeenkomst met paus Leo XII. Dit concordaat voorzag in twee bisdommen voor Noord-Nederland, te weten het bisdom Den Bosch dat de provincies Noord-Brabant, Zeeland en Gelderland zou omvatten, en een bisdom Amsterdam dat de rest van Nederland met uitzondering van Limburg omvatte. Limburg zou met de provincie Luik het bisdom Luik vormen. Alle bisdommen in het Verenigd Koninkrijk der Nederlanden waren suffragaan aan het aartsbisdom Mechelen. Het concordaat voorzag zelfs in een door architect Jan de Greef in 1827 volledig uitgewerkte kathedraal op de Amsterdamse Nieuwmarkt, maar onder meer door de Belgische Revolutie kon dit niet uitgevoerd worden. Koning Willem I bekrachtigde trouwens de eerdere beperkingen die aan de kloosters waren opgelegd, en ook de protestantse politici stonden niet onverdeeld positief tegenover een herstelde katholieke hiërarchie. Wel werd in 1833 een wijbisschop benoemd voor de Hollandse Zending. Bisschop Cornelius baron van Wykerslooth had weliswaar geen bisdom, maar had verder alle bevoegdheden van een bisschop, zoals het toedienen van het vormsel, het wijden van priesters en kerken.
Nadat in 1839 de grens tussen België en Nederland was vastgelegd, werd Nederlands Limburg een eigen apostolisch vicariaat, geleid door Joannes Paredis. Deze werd in 1841 (titulair) bisschop gewijd. Voor een echt herstel van de bisdommen in Nederland leek het nog te vroeg, en de onderhandelingen over de uitvoering van het concordaat van 1827 lagen volledig stil. Toch werden bij wijze van compromis de zuidelijke vicarissen Joannes van Hooydonk in Breda en Henricus den Dubbelden in 's Hertogenbosch in 1842 eveneens tot (titulair) bisschop gewijd. In hetzelfde jaar werd ook Joannes Zwijsen tot bisschop benoemd, die het bestuur kreeg over de vicariaten Grave–Nijmegen en Ravenstein-Megen. Deze laatste benoeming gebeurde naar het schijnt na rechtstreekse persoonlijke tussenkomst van koning Willem II. Deze koning was de katholieken gunstiger gezind en maakte onder meer een einde aan de beperkende wetgeving voor de kloosters.
In 1847 lieten ook een aantal vooraanstaande katholieken zich horen en drongen aan op een normalisering van het kerkelijk bestuur in Nederland. Hun rekest werd gesteund door bisschop Van Wykerslooth en de Luikse bisschop Cornelis Van Bommel. Met de nieuwe grondwet van 1848 waren de laatste beperkingen voor de katholieken weggenomen. De beslissing viel uiteindelijk op een vergadering van de Congregatio de Propaganda Fide in december 1852. Paus Pius IX keurde het plan goed en in 1853 werd het uitgevoerd. Hiermee werden de aartspriesterschappen in het noorden en de apostolische vicariaten in het zuiden opgeheven. Joannes Zwijsen werd benoemd als aartsbisschop van de heropgerichte Nederlandse kerkprovincie. Daarop begon het herorganiseren van de Rooms-Katholieke Kerk in de vijf bisdommen: Utrecht, Haarlem, 's-Hertogenbosch, Breda en Roermond. Ter ere van Sint Willibrord werd de aartsbisschoppelijke zetel in Utrecht gevestigd. Pas in 1956 werden de bisdommen Groningen en Rotterdam opgericht.

## Katholieke Emancipatie
De katholieken, die sinds de Republiek der Zeven Verenigde Nederlanden stelselmatig waren achtergesteld ten opzichte van de protestanten, begonnen na 1853 aan een periode van emancipatie. Er werden met steun van de overheid veel nieuwe kerken gebouwd. Het katholiek onderwijs, de katholieke pers en het katholieke verenigingsleven werden sterk ontwikkeld. Tegelijkertijd bestond eenzelfde tendens bij de protestanten, de socialisten en in mindere mate bij de liberalen. Dit typisch Nederlandse verschijnsel werd verzuiling genoemd. Deze periode van hernieuwde bloei van het katholicisme in Nederland wordt de tijd van het 'Rijke Roomse Leven' genoemd en uitte zich in het leven van de gelovigen door vrijwel dagelijks kerkbezoek, vele processies, geregeld op bedevaart gaan, van vrijwel ieder gezin ging wel een zoon voor priester studeren of trad een zoon of dochter in een klooster in. Dit proces kreeg later vorm in het Rijke Roomsche Leven met allerhande verschillende verschijningsvormen. Vooral in Brabant werd dit sterk ter hand genomen.

## Tweede Vaticaanse Concilie
Na het Tweede Vaticaans Concilie (1962-1965) en tijdens de roerige jaren 1960 kwam er een eind aan het Rijke Roomse Leven: de Nederlandse Kerkprovincie werd gekenmerkt door een hevige polarisatie tussen progressieven en conservatieven. Een belangrijk deel van de Nederlandse samenleving, ook de protestantse, ontkerstende, vooral doordat de sociale controle grotendeels wegviel en men vrij werd gelaten in het al of niet deelnemen aan het kerkelijke leven. Het zondagse kerkbezoek en ook het kerklidmaatschap verminderde in snel tempo. De benoeming door paus Paulus VI begin jaren 1970 van de conservatieve bisschoppen Ad Simonis en Joannes Gijsen kon dit tij niet keren en had eerder een averechtse werking op een groot deel van de katholieke gemeenschap.